# 江北 (嘉靖進士)
江北（？—？），字拱北，順天府霸州（今河北省霸州市）民籍，江西廣信府鉛山縣人，明朝政治人物。

## 生平
嘉靖十六年（1537年）丁酉科順天府鄉試第五十九名舉人。嘉靖三十二年（1553年）中式癸丑科會試第一百六十名，三甲第二十八名進士。户部观政，授河南洛陽知县，考选南道御史。出为平阳府知府。

## 家族
曾祖江均善；祖父江源；父江謙，訓導。前母田氏；前母李氏；母王氏。兄江西、江東（知县）、江南（训导）。